# Ескельдинский район
Ескельдинский район (каз. Ескелді ауданы) — административная единица в центре Жетысуской области Казахстана. До 2022 года был в составе Алматинской области. Административный центр — посёлок Карабулак.

## История
Талды-Курганский район Алма-Атинского округа Казахской АССР с центром в селе Талды-Курган был создан 17 января 1928 года в рамках новой административно-территориальной реформы из нескольких волостей Талды-Курганского уезда. 10 мая 1961 года Талды-Курганский район был упразднён, а его территория передана в подчинение Талды-Курганскому горсовету. 2 января 1963 года район восстановлен.
В 1993 году переименован в Талдыкорганский район.
10 марта 2000 года Указом Президента РК Талдыкорганский район был переименован в Ескельдинский район.

## География
Территория района характеризуется резко пересечённым рельефом. В восточной части возвышаются хребты Джунгарского Алатау, высота которых составляет 3500—3800 метров над уровнем моря. С востока на запад тянутся более мелкие хребты, внутри которых расположена равнинная впадина. Через территорию района протекают две реки: Каратал, Коксу и ряд мелких речек. Это зона является наиболее благоприятной для поливного и богарного земледелия. Имеются полезные ископаемые: Буракойское месторождение золота, серебра, Текелийское и Западно-Текелийское месторождение свинца и цинка, мрамор, известняк.
В Джунгарском Алатау в нижнем поясе гор до высоты 600 м расположена растительность пустынного типа: полынь, солянки, изень. Выше выражен степной пояс: ковыль, тимофеевка, шиповник, жимолость по долинам рек — яблонево-осиновые леса с примесью черёмухи, боярышника. До высоты 2200 м поднимается лесо-луговой пояс. Леса состоят из тяньшанской ели, сибирской пихты. Затем идёт альпийский пояс: кабрезия, алтайская фиалка, камнеломка, альпийский мак.
Животный мир смешанный, здесь водятся в основном алтайские и тяньшанские животные. В нижнем поясе гор — зайцы, суслики, хомяки, барсуки и другие. В лесо-луговом поясе — бурые медведи. В высокогорье — горные козлы, архары, серые суслики.
Из птиц в лесах имеются сибирский трёхлетний дятел, кедровка, берёзовая сова, тяньшанский королёк. В высокогорье — темнобрюхий улан, центрально-азиатская галка, кеклики, фазаны, сорока лесная.
По территории района проходят Турксибская железная дорога и автодорога Алматы-Ускемен.

## Население
Национальный состав (на начало 2019 года):
- казахи — 34 758 чел. (74,54 %)
- русские — 9 566 чел. (20,51 %)
- немцы — 508 чел. (1,09 %)
- татары — 695 чел. (1,49 %)
- корейцы — 468 чел. (1,00 %)
- украинцы — 83 чел. (0,18 %)
- чеченцы — 181 чел. (0,39 %)
- уйгуры — 111 чел. (0,24 %)
- поляки — 27 чел. (0,06 %)
- другие — 127 чел. (0,27 %)
- Всего — 46 631 чел. (100,00 %)

## Сельские округа
Район включает поселковую администрацию:
- Карабулакская поселковая администрация — Карабулак (16065 чел.), Баисов (Будённый; 1432 чел.), Ешкиольмес (1121 чел.), Абай (967 чел.), Оркусак (Красный Октябрь; 388 чел.)

и 10 сельских округов:
- Бахтыбайский — Бактыбай (Крупское; 5858 чел.), Ельтай (1860 чел.), Отенай (539 чел.)
- Алдабергеновский — Алдабергеново (3669 чел.), Жастар (825 чел.), Жаналык (309 чел.)
- Кокжазыкский — Кокжазык (Троицкое; 1585 чел.), Боктерли (Малогоровка; 202 чел.), Тенлик (186 чел.)
- Кайнарлинский — Кайнарлы (Ключевое; 696 чел.), Актасты (Белокаменка; 306 чел.), Коржымбай (Берёзовка; 288 чел.)
- Каратальский — Каратальское (1897 чел.), Теректы (Малиновка; 624 чел.)
- Сырымбетский — Сарымбет (Тельман; 2059 чел.)
- Жалгызагашский — Жалгызагаш (1161 чел.), Бигаш (193 чел.)
- Туленгутский — Жетысу (им. Ленина; 1576 чел.), Екпенди (438 чел.), Жендик (159 чел.),
- Акын-Саринский — Акын Сара (Целинное; 1069 чел.), Акешки (532 чел.), Актума (202 чел.), Тамбала (343 чел.)
- Конырский — Коныр (1216 чел.), Коктобе (Калиновка; 370 чел.), Алмалы (Алмалинка; 53 чел.)